# Thérèse Tietjens
Thérèse Carolina Johanne Alexandra Tietjens (Amburgo, 17 luglio 1831 – Londra, 3 ottobre 1877) è stata un soprano tedesco naturalizzato inglese, interprete di opere ed oratori.
Fece carriera principalmente a Londra negli anni 1860 e 1870, ma la sua sequenza di trionfi musicali nella capitale britannica fu interrotta dal cancro.
All'apice della sua carriera si diceva che la sua voce potente ma agile si estendesse senza soluzione di continuità su una gamma di tre ottave. Molti storici dell'opera la ritengono il miglior soprano drammatico della seconda metà del XIX secolo.

## Amburgo, Vienna, Francoforte
Era di origine tedesca ma, secondo alcune fonti, di estrazione ungherese. La Tietjens ricevette la sua formazione vocale ad Amburgo ed a Vienna. Studiò con Heinrich Proch, che fu anche il maestro di M.me Peschka-Leutner e altre prime donne. Debuttò con successo ad Amburgo nel 1849 come Lucrezia Borgia nell'opera di Donizetti, un'opera alla quale fu particolarmente legata per tutta la sua vita professionale. Cantò a Francoforte dal 1850 al 1856 ed a Vienna dal 1856-1859.

## Londra (1858–1864)

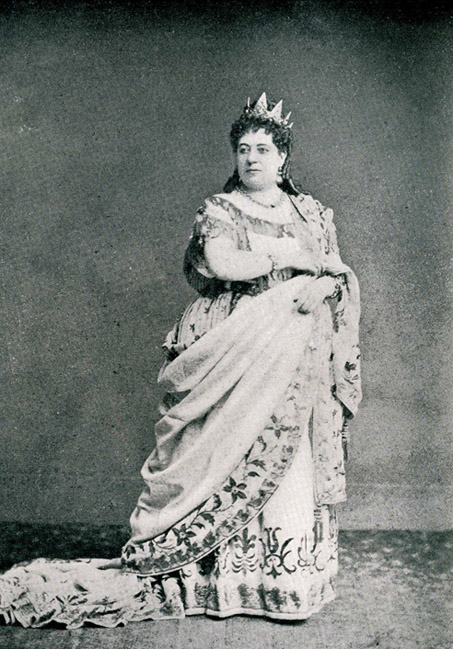
Thérèse Tietjens nei panni di Lucrezia Borgia

La Tietjens fece la sua prima apparizione a Londra nel 1858, come Valentine ne Gli ugonotti (Les Huguenots). L'Inghilterra divenne in seguito casa sua e continuò a cantare regolarmente l'opera all'His Majesty's Theatre, al Drury Lane e al Covent Garden fino alla sua prematura morte nel 1877. Era brava ugualmente nell'oratorio e divenne un soprano drammatico di spicco in Inghilterra, negli anni 1860 e all'inizio degli anni 1870, sia su palcoscenico che in concerto. La prima parte della sua carriera londinese coincise con l'apogeo del tenore Antonio Giuglini (1827-1865), allievo di Cellini, che fece il suo debutto all'Her Majesty's nel 1857 come Fernando in La favorita. Nel luglio 1859 la Tietjens creò la prima Elena di Londra in Les vêpres siciliennes di Verdi (quattro anni dopo la produzione originale di Parigi) al Drury Lane, di fronte all'Arrigo di Giuglini.
A quel tempo il soprano Giulia Grisi cantava ancora a Londra: la Tietjens avrebbe ereditato parti del repertorio londinese della Grisi e di quello di Giuditta Pasta. Nel 1860 E.T. Smith, direttore dell'Her Majesty, tentò di conquistare il mercato dell'opera inglese e italiana facendo alternare due compagnie. L'Opera italiana iniziò con Il trovatore, con Tietjens, Mme Lemaire, Giuglini e il baritono Vialetti e la squadra progredì poi nel Don Giovanni, mentre l'Opera inglese debuttò con Robin Hood di George Alexander Macfarren con Sims Reeves. Il 15 giugno 1861 la Tietjens fu la prima Amelia di Londra, al fianco del Riccardo di Giuglini e il Renato di Enrico Delle Sedie, un cantante di grande stile, musicalità e talento ma dalla gamma vocale limitata, in Un ballo in maschera versione originale al Lyceum Theatre per Mapleson.
Nel suo ruolo ideale come Lucrezia, la Tietjens guidò il cast al debutto londinese di Zelia Trebelli-Bettini (nel ruolo di Orsini) nel 1862. Quell'anno il futuro critico musicale Herman Klein, che all'epoca aveva 15 anni, assistette qui a Les Huguenots e, 40 anni dopo, descrisse la sua interpretazione di allora, come quella di un'artista tragica di altissimo livello. Inoltre il suo insegnante gli aveva descritto in termini entusiastici la sua interpretazione di "I know that my Redeemer liveth" ("Io so che il mio Redentore vive") dal Messia di Händel. Il 14 luglio 1862 al 50º Concerto giubilare per la Philharmonic Society, cantò la Loreley di Mendelssohn, con il coro e "With Joy the Impatient Husband" da Le stagioni di Haydn. Questo avvenne alla Saint James's Hall di Piccadilly, diretto da William Sterndale Bennett: gli altri solisti erano il baritono Charles Santley, il soprano Jenny Lind, il violinista Joseph Joachim, la pianista Lucy Anderson e il violoncellista Carlo Alfredo Piatti.
L'anno 1863 vide la prima rappresentazione del Faust di Gounod in Inghilterra, all'His Majesty's Theatre di Londra, con la Tietjens come Marguerite, Giuglini (come Faust), Charles Santley (come Valentin), Edouard Gassier (come Mefistofele) e Trebelli (come Siebel). Questa produzione fu trasferita al teatro del Covent Garden e fu rappresentata in tutte le stagioni successive fino al 1911. Nella stessa stagione la Tietjens creò il ruolo di Selvaggia in Niccolo de' Lapi di Francesco Schira (direttore al Drury Lane), sempre con la Trebelli, Giuglini e Santley (Niccolo). (Questo lavoro fu riproposto con grande successo come Selvaggia a Milano nel 1875.) Inoltre ci fu Il trovatore, una Norma (uno dei migliori ruoli della Tietjens) con Désirée Artôt (che fece il suo debutto quell'anno anche come Violetta e Marie) (mezzosoprano) come Adalgisa e Oberon di Weber con Sims Reeves (Huon), Marietta Alboni (Fatima), Trebelli (Puck), il tenore Alessandro Bettini (Oberon), Gassier (Babekan) e Santley (Scherasmin). Quell'autunno andò con la tournée di Mapleson a Dublino per apparire in Faust con Reeves, Trebelli e Santley e da sola fece una tournée a Parigi.
L'opera di Otto Nicolai del 1849 Le allegre comari di Windsor fu eseguita in anteprima in Inghilterra nel maggio del 1864 con la Tietjens e Caroline Bettelheim nel ruolo delle mogli, Gassier (Page) e Santley i mariti, Junca (che sostituì Gassier anche nel Faust) come Falstaff, Giuglini come Fenton, Giuseppina Vitali (Anne), Manfredi (Slender) e Mazzetti (Dr. Caius). Santley descrive il divertimento suo e della Tietjens nella scena, tirando fuori il cesto e bersagliandosi a vicenda con la biancheria.
Tietjens, Santley, Giuglini, Mayerhofer e Pauline Lucca tennero un concerto a Buckingham Palace davanti alla Regina Vittoria nel maggio 1864: Tietjens allora cantò Gluck (Armide), Bellini (I puritani), Rossini e Meyerbeer (Roberto il diavolo). Il 5 luglio 1864 la Tietjens creò Mireille (di fronte a Vincent di Giuglini) nella prima produzione inglese dell'opera di Gounod, che nella sua forma originale in cinque atti era stata rappresentata per la prima volta a Parigi a marzo. Léon Carvalho, direttore dell'Opéra-Comique di Parigi e suo cognato Miolon supervisionarono personalmente le successive prove. Santley pensava che questo ruolo non andasse bene per lei. La produzione del 1854 del Fidelio di Beethoven, tuttavia, stabilì in modo più completo la Tietjens come successore di Londra del repertorio di Wilhelmine Schröder-Devrient.

## Londra (1865–1868)
All'inizio del 1865 Giuglini si ritirò dalle scene, mostrando segni di malattia mentale. Ritornò in Italia e vi morì in ottobre. La sua sostituzione (pensò Santley, un miglioramento) fu Italo Gardoni, che aveva creato il ruolo di tenore ne I masnadieri nel 1847 a Londra con Jenny Lind e Luigi Lablache. Il 6 giugno 1865 la Tietjens fu la protagonista della prima inglese dell'opera di Cherubini del 1797, Medea, una nuova versione con recitativi di Luigi Arditi. Più tardi quell'anno fece una tournée a Manchester con Santley in Don Giovanni e in ottobre a Londra apparvero insieme nel Il franco cacciatore di Weber.
Nel 1866 la Tietjens assistette al ritorno con poco successo di Giulia Grisi in Norma e Don Giovanni: le proprie apparizioni furono comunque di grande successo, non ultima come Ifigenia in Ifigenia in Tauride di Gluck, con Gardoni (Pilade), Santley (Oreste) e Gassier (Thoas). Per il Conte di Dudley furono date due esibizioni private, con Sims Reeves, il baritono Giovanni Battista Belletti e Santley. La stessa stagione vide la sua Elvira in una ripresa di Ernani con Tasca, Gassier e Santley e Il Serraglio con M.me Sinico e il signor Gunz, un nuovo tenore Rokitanski e il basso irlandese Signor Foli.
Nel 1867 il tenore Pietro Mongini interpretò il ruolo di Alvaro al fianco di Vargas di Santley e Leonora della Tietjens nella prima inglese de La forza del destino (Verdi) il 22 giugno, con Gassier nel ruolo di Fra Melitone. A quell'epoca anche l'illustre soprano svedese Christina Nilsson divenne una regolare interprete dell'Her Majesty e ci fu un Don Giovanni con la Tietjens e Nilsson, Madame Sinico, Gardoni e Rokitanski.
Il critico giornalistico Herman Klein la ascoltò durante le prove al Festival di Norwich del 1868. In seguito osservò che la sua voce era ancora fresca, potente e penetrante, con la curiosamente drammatica qualità "umana" che era forse la sua caratteristica più notevole. Il suo stile era segnato dalla stessa rara individualità e il suo fraseggio una curiosa miscela di vigore e grazia. Usava il portamento per avvicinarsi a una nota acuta dal basso, una tecnica spesso ritenuta brutta, ma in lei un effetto naturale e artistico, poiché era perfettamente in grado di inserire una nota con un attacco superbo se lo desiderava. La sua magnifica energia e purezza di tono era particolarmente evidente nelle battute di apertura dell'"Inflammatus" nello Stabat Mater di Rossini e in "Let the bright Seraphim".

## Ultimi anni di carriera
Tietjens cantò di nuovo per la Royal Philharmonic Society nel 1868. L'anno seguente, quando ci fu un tentativo di formare un'unione delle compagnie dell'Her Majesty e del Covent Garden, la stagione italiana si aprì con Norma, la Tietjens nel ruolo principale, con Sinico, Mongini e Foli. Cantò anche con Reeves e Santley nella première di The Prodigal Son di Arthur Sullivan nel 1869. Nel 1870 Gassier si ritirò (morì nel 1872). La prima inglese della Petite Messe Solennelle di Rossini avvenne con la Tietjens, Sofia Scalchi, Mongini e Santley: e nel 1871 M.me Tietjens vinse la medaglia d'oro della Philharmonic Society. In questo primo anno del premio furono assegnate dieci medaglie e da allora in poi raramente più di una in un anno.
Quando le compagnie Gye e Mapleson furono unite con successo, nel 1871, la Tietjens fu l'unica artista principale non ingaggiata nuovamente da George Wood. Tuttavia Lucrezia era rimasta un punto fermo del suo repertorio per tutto il 1860 e nel maggio 1872 guidò nuovamente un cast, in questa occasione al Drury Lane, per il debutto londinese del tenore Italo Campanini (come Gennaro), con Trebelli come Orsino e il baritono francese Jean-Baptiste Faure come Alfonso, sotto la direzione di Sir Michele Costa. Cantò anche degli assoli al Festival Te Deum di Sullivan al Crystal Palace.
Campanini fu subito (ma piuttosto prematuramente) acclamato come il successore di Mario e Giuglini. Ma negli anni successivi fu con Campanini come Lohengrin, per Mapleson di Sua Maestà, che la Tietjens tentò il suo unico ruolo wagneriano, Ortrud; e nel giugno 1874, in compagnia di Christine Nilsson e Campanini, creò un ruolo guida nella prima produzione postuma di Il Talismano di Michael William Balfe. Un ruolo minore in quella produzione fu creato da un giovane baritono Giovanni de Reschi, che nello stesso anno fece il suo debutto inglese al Drury Lane in La favorita (Alfonso), come Don Giovanni, come Valentino (Faust), e come Conte Almaviva. Tornando ai suoi studi vocali, riapparve a Parigi come tenore nel 1884, e divenne noto al mondo come Jean de Reszke.
Fino al 1872 lei e "Madame Rudersdorff" erano state insieme le "regine" dell'oratorio in Inghilterra, ma quell'anno la sua amica e rivale partì per continuare la sua carriera negli Stati Uniti. La Tietjens quindi regnò da sola. Nel 1876, tuttavia, visitò il Nord America, tra le altre cose, interpretando la parte di Lucrezia Borgia all'Astor Opera House di New York, di fronte al tenore Pasquale Brignoli. Questo lo volle per dimostrare l'ultimo episodio importante della sua straordinaria carriera. I suoi grandi ruoli erano stati Lucrezia, Leonora, Norma, Medea e Donna Anna. Oltre ad altre parti citate, cantò Fides in Le prophète e l'omonima protagonista in Semiramide. La grande Adelina Patti (che tra i soprani lirici era grande come la Tietjens tra i soprani drammatici) si sarebbe astenuta dall'aggiungere Semiramide al proprio repertorio fino alla morte di Tietjens, per il rispetto dovuto alla sua immensa bravura e considerazione in quel ruolo.

## Malattia, addio e morte
Più tardi nella vita M.me Tietjens sviluppò un cancro che le causò molto dolore e la uccise all'età di 46 anni. A quel punto era diventata una specie di istituzione britannica e sotto Sir Michael Costa cantò molte rappresentazioni del Messiah di Händel e dell'Elia di Mendelssohn, entrambi lavori cari al gusto dei frequentatori di concerti londinesi. Diventò anche estremamente grassa: nel 1920 il baritono americano veterano David Bispham riusciva a ricordare il suo aspetto ma non la sua voce. George Bernard Shaw nel 1892 ricordava come le sue esibizioni di Lucrezia, di Semiramide, di Valentine, di Pamina e della sua Contessa avevano stabilito una sorta di convinzione che tutti questi personaggi dovevano essere estremamente sovrappeso. Nonostante il suo portamento, la sua intelligenza, la sua grande arte e la sua grazia gentile, ricordava una voce che era diventata stantia e un genio che aveva cessato di essere creativo. Il pubblico era abituato ad andare a vedere lei, non i ruoli che interpretava. Era diventata amata per le sue virtù private tanto quanto per i suoi doni artistici.
Herman Klein, che aveva mantenuto sempre alta la sua opinione sulla Tietjens e la sua arte, assistette alla sua ultima esibizione. Fu Lucrezia all'Her Majesty il 19 maggio 1877. Si era resa conto da qualche tempo che il suo corpo ospitava una crescita maligna e diede questo spettacolo prima di sottoporsi a un intervento chirurgico progettato per alleviare la sua afflizione. Era davvero troppo malata per andare avanti, ma resistette. Dopo ciascuno degli atti svenne e dovette essere rianimata, ma mentre si trovava sul palco non mostrava alcun segno della sua sofferenza fisica e solo pochi tra il pubblico conoscevano le sue condizioni. Il suo ultimo urlo, mentre Lucrezia si rende conto che Gennaro è morto, fece passare un brivido attraverso tutto il teatro e lei non si sottrasse alla dolorosa caduta sul palcoscenico alla fine. Il sipario si sollevò due volte tra gli applausi, ma lei era sempre priva di sensi e rimaneva immobile. L'operazione procedette come previsto, ma fu inutile: morì a Londra il 3 ottobre 1877. Fu sepolta nel Kensal Green Cemetery "in presenza di una vasta folla, tra segni di dolore pubblico come a nessun artista straniero prima di lei era mai stato espresso in terra inglese".
Tra i suoi successi fece conoscere al pubblico di Londra il Faust  e Mireille di Gounod, Un ballo in maschera, Les vêpres siciliennes e La forza del destino di Verdi e Le allegre comari di Windsor di Nicolai, pur mantenendo per quasi 20 anni un repertorio che abbracciava anche Oberon, Il franco cacciatore, Fidelio, Médée, Il flauto magico, Il ratto del serraglio, Le nozze di Figaro e, naturalmente, il suo cavallo di battaglia, Lucrezia Borgia oltre a molti altri ruoli, come Ortrud.
Michael Scott suggerisce che Emma Albani abbia tentato, senza successo, di "ereditare il testimone" dalla Tietjens, ma che Lillian Nordica e Lilli Lehmann sono state successori più naturali della sua tradizione vocale: entrambe possono essere ascoltate nelle registrazioni fatte nei primi anni del 1900.

## Repertorio
| Ruolo                   | Titolo                       | Autore    |
| ----------------------- | ---------------------------- | --------- |
| Leonora                 | Fidelio                      | Beethoven |
| Norma                   | Norma                        | Bellini   |
| Elvira                  | I puritani                   | Bellini   |
| Medea                   | Medea                        | Cherubini |
| Lucrezia Borgia         | Lucrezia Borgia              | Donizetti |
| Ifigenia                | Ifigenia in Tauride          | Gluck     |
| Armida                  | Armida                       | Gluck     |
| Margherita              | Faust                        | Gounod    |
| Mireille                | Mireille                     | Gounod    |
| Isabella                | Roberto il diavolo           | Meyerbeer |
| Valentina               | Gli ugonotti                 | Meyerbeer |
| Fidès                   | Il profeta                   | Meyerbeer |
| Costanza                | Il ratto dal serraglio       | Mozart    |
| Contessa d'Almaviva     | Le nozze di Figaro           | Mozart    |
| Donna Anna              | Don Giovanni                 | Mozart    |
| Pamina                  | Il flauto magico             | Mozart    |
| Frau Fluth              | Le allegre comari di Windsor | Nicolai   |
| Semiramide              | Semiramide                   | Rossini   |
| Elvira                  | Ernani                       | Verdi     |
| Leonora                 | Il trovatore                 | Verdi     |
| Duchessa Elena          | I vespri siciliani           | Verdi     |
| Amelia                  | Un ballo in maschera         | Verdi     |
| Donna Leonora di Vargas | La forza del destino         | Verdi     |
| Ortruda                 | Lohengrin                    | Wagner    |
| Reiza                   | Oberon                       | Weber     |
| Agata                   | Il franco cacciatore         | Weber     |